# マチュー・デルピエール
マチュー・デルピエール（Matthieu Delpierre, 1981年4月26日 - ）は、フランス・ムルト＝エ＝モゼル県ナンシー出身の元サッカー選手。現役時代のポジションはディフェンダー。

## 経歴
リールでプロデビューすると2004年にVfBシュトゥットガルトに移籍2006-07シーズンはブンデスリーガで優勝した。2009-10シーズンから2012年1月にかけては主将を務めた。
2012年4月18日、2012-13シーズンよりTSG1899ホッフェンハイムへ2014年までの2年契約で完全移籍することが発表された。
2014年1月31日、オランダ・エールディヴィジのFCユトレヒトへ完全移籍した。
2014年7月7日、メルボルン・ビクトリーFCに移籍。2015-16シーズン終了後に現役を引退した。

## 代表歴
フランスの世代別での出場経験があり2002年のUEFA U-21欧州選手権のメンバー入りを果たし、準優勝に貢献した。
2008年にはB代表として出場した。

## タイトル

### クラブ
リール
- リーグ・ドゥ ： 1999-00

シュトゥットガルト
- ブンデスリーガ ： 2006-07

## 所属クラブ
- リール 1999-2004
- VfBシュトゥットガルト II 2004-2007
- VfBシュトゥットガルト 2004-2012
- 1899ホッフェンハイム 2012-2014
- FCユトレヒト 2014
- メルボルン・ビクトリーFC 2014-2016